# Communauté de communes du Val de Brenne
La Communauté de communes du Val de Brenne est une ancienne structure intercommunale française appartenant à la région Franche-Comté et au département du Jura.

## Historique
Elle a fusionné le 1er janvier 2011 avec d'autres intercommunalités pour former la Communauté de communes Bresse-Revermont.

## Composition
La communauté de communes regroupait 19 communes :
1. Bois-de-Gand
2. Champrougier
3. Chaumergy
4. Chemenot
5. Chêne-Sec
6. Commenailles
7. Foulenay
8. Francheville
9. La Charme
10. La Chassagne
11. La Chaux-en-Bresse
12. Le Villey
13. Les Deux-Fays
14. Recanoz
15. Rye
16. Sellières
17. Sergenaux
18. Sergenon
19. Toulouse-le-Château